# Sunbaker

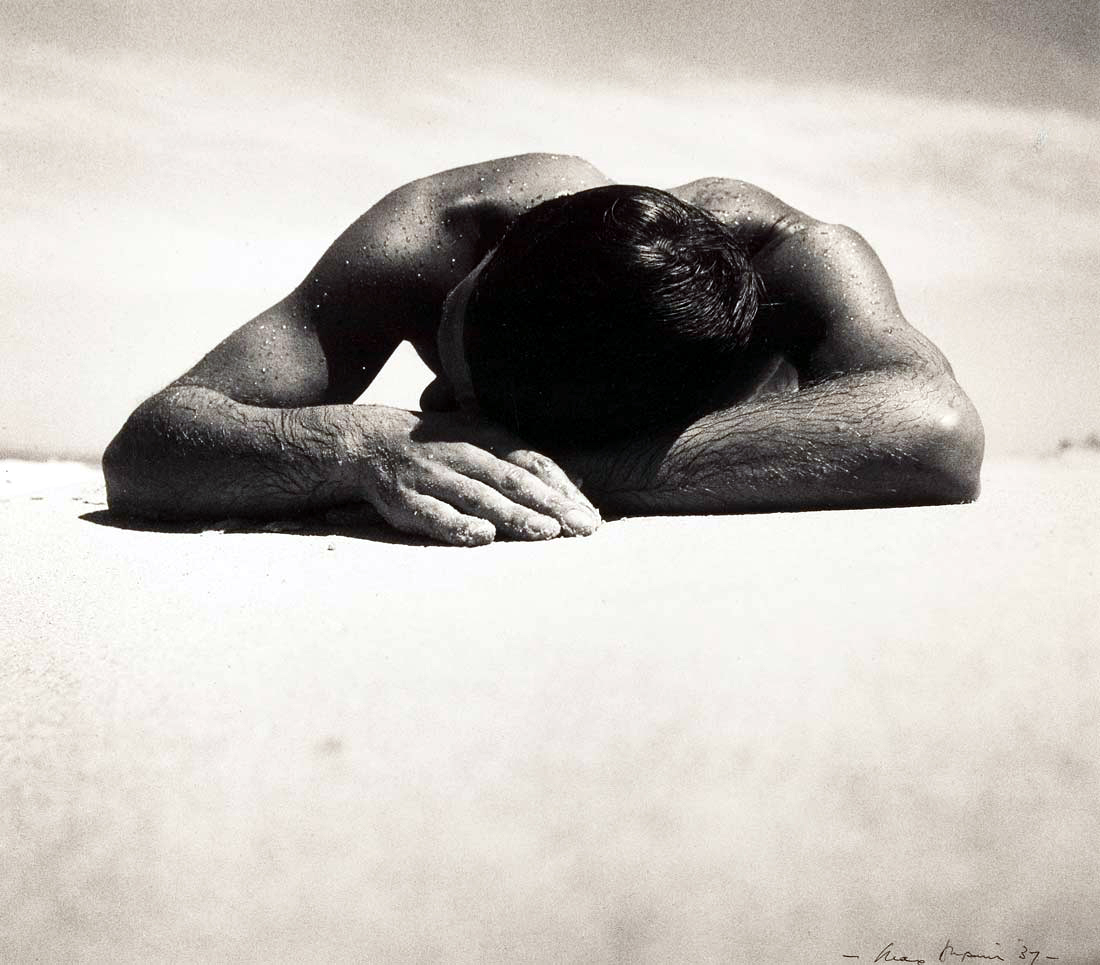
Max Dupain: Sunbaker (zselatinos ezüst, 1937), 38.6 x 43.4 cm, National Gallery of Australia, Canberra

A Sunbaker (1937) az egyik legismertebb ausztrál fényképfelvétel, melyet Max Dupain ausztrál fotós 1937-ben egy nyaralás alkalmával készített.

## A felvétel
Dupain 1937-ben Ausztrália déli részén egy kisvárosban, a Culburra Beach-en nyaralt a barátaival. „Hétköznapi történet volt. Lent a déli parton kempingeztünk és az egyik barátom leugrott a szörfdeszkáról és kifeküdt a partra napozni – csodálatos volt. Megcsináltuk a képet […], melyet az ausztrál életérzés egyik jelképének tartok.” – emlékezett vissza Dupain.
A napozó férfi Harold Salvage (1905-1991) brit építész volt, akiről több szögből is készített felvételeket a fotós. Érdekes módon a fénykép híressé vált változatát évtizedekig nem láthatta senki, azt első alkalommal Dupain csak 1975-ben, egy a munkáit bemutató kiállításra készülődve hívta elő. (A Sunbaker egy eltérő szögből készült verzióját viszont már 1948-ban a Max Dupain Photographs című kötetben publikálták.) A fotó, publikálását követően hamar „Ausztrália leghíresebb és legcsodáltabb fényképévé”, az ausztrál életérzés kifejezőjévé vált, melynek letisztult kompozíciója nagy hatással volt az európai modernista fotográfiára is.
A felvétel kópiái ma a National Museum of Australia és a National Gallery of Victoria gyűjteményében találhatóak.

## Galéria

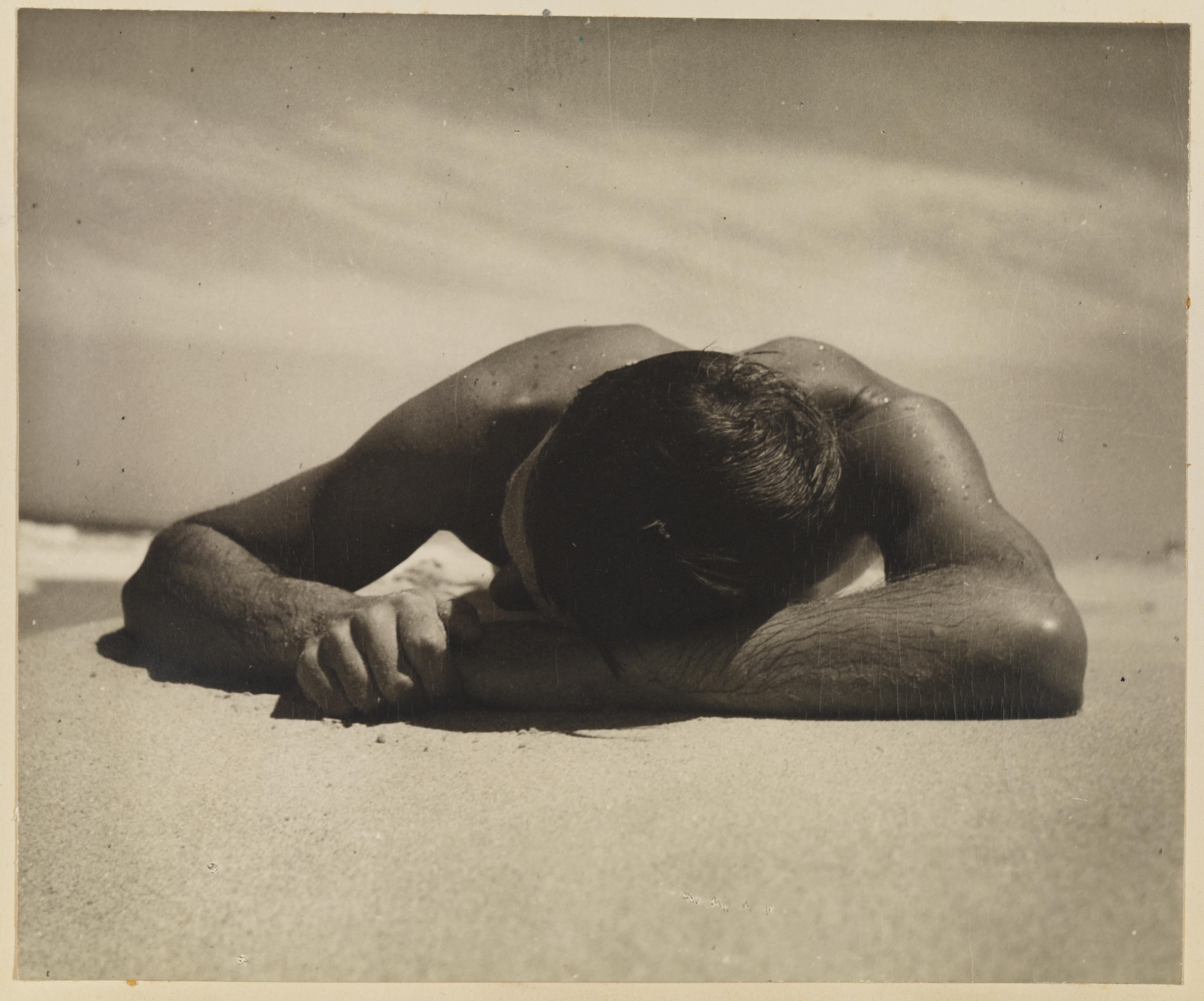
A Sunbaker másik változata (zselatinos ezüst, 1937), State Library of New South Wales
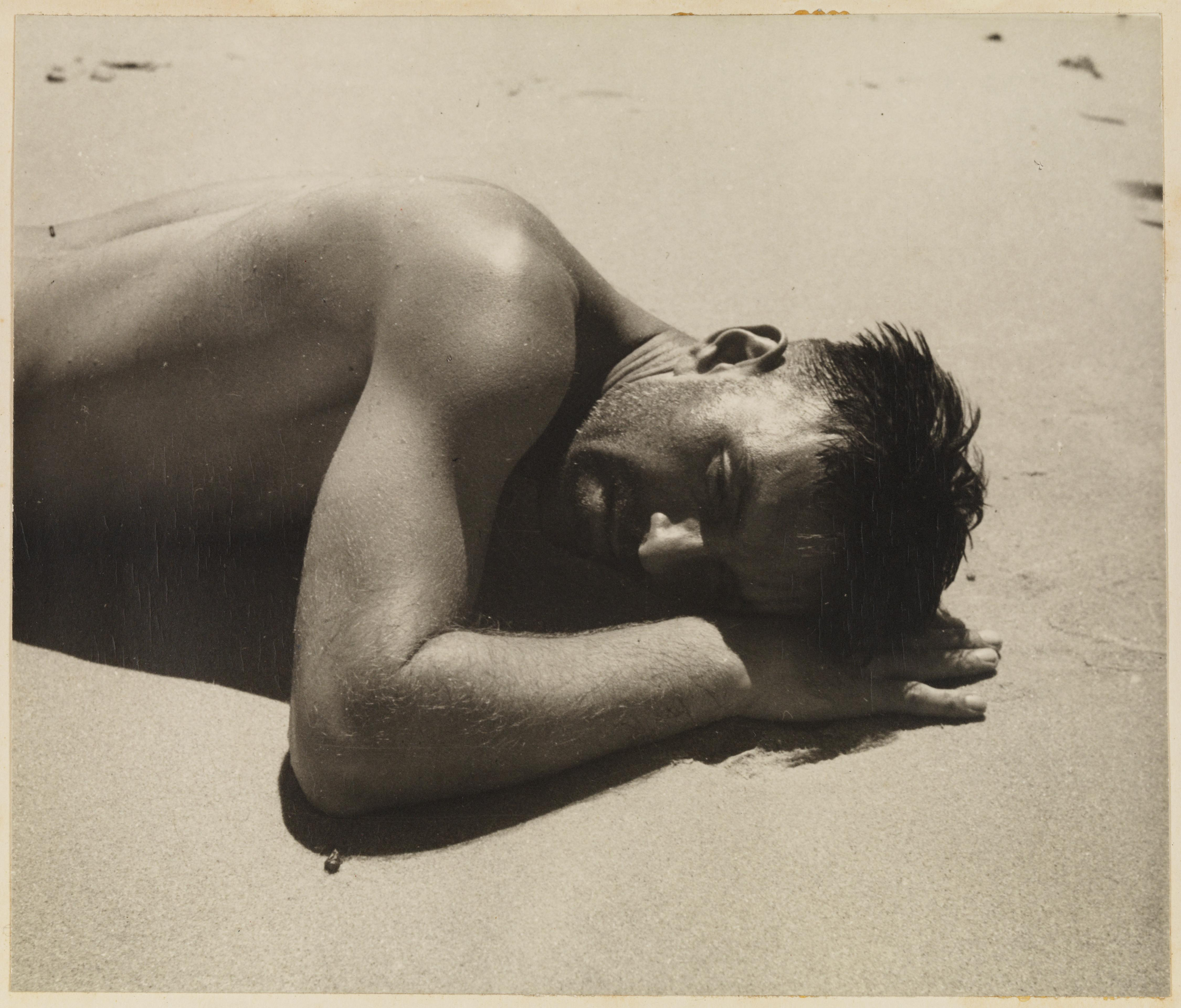
Egy másik beállítás (zselatinos ezüst, 1937), State Library of New South Wales